# 조학자
조학자(趙鶴子, 1935년 5월 27일~2024년 6월 21일)는 대한민국의 배우이다.

## 생애
1935년에 태어나, 1954년 극단 청춘극장에 입단하며 배우로 입문하였다고 한다. 이후 1963년 김수길 감독의 <백마고지>에 출연하며 영화계에도 발을 들이게 된다. 2024년 6월 21일 노환으로 사망했다.

## 영화작
- 2005년 《녹색의자》- 포장마차 여주인 역
- 2002년 《싸울아비》
- 2001년 《건달의 법칙》
- 1998년 《망치를 든 짱구와 땡칠이》
- 1998년 《천년환생》
- 1997년 《내안에 부는 바람》- 할머니 역
- 1997년 《할렐루야》(우정출연)
- 1997년 《창》
- 1997년 《삘구》- 지도 주임 역
- 1996년 《축제》
- 1996년 《미지왕》
- 1996년 《1996 뽕》- 이장댁 역
- 1995년 《영원한 제국》- 노파 역
- 1995년 《매춘 4》
- 1995년 《그 여자의 숨소리》
- 1995년 《여자 일기》
- 1995년 《소낙비》
- 1995년 《아찌 아빠》
- 1995년 《헤드폰을 벗어라》
- 1994년 《거꾸로 가는 여자》- 고문 여인 역
- 1994년 《비는 사랑을 타고》- 여성학 교수 역
- 1994년 《태백산맥》
- 1994년 《라이 따이한》- 송 여사 역
- 1994년 《매춘 5》- 주인 여 역
- 1994년 《계약커플》
- 1993년 《그 섬에 가고 싶다》
- 1993년 《살어리랏다》- 노파 역
- 1993년 《애마부인 8》
- 1993년 《산딸기 6》
- 1993년 《배꼽위의 여자》- 중년 부인 역
- 1993년 《서편제》- 계꾼 역
- 1993년 《연인들의 멜로디》
- 1993년 《여자의 일생》
- 1993년 《소녀 18세》
- 1993년 《도색부인》
- 1992년 《겨울만가》
- 1992년 《비에 젖어서야 사랑하노라》
- 1992년 《머저리와 도둑놈》
- 1992년 《걸어서 하늘까지》
- 1992년 《아래층 여자와 윗층 남자》- 여의사 역
- 1992년 《인생이 뭐 객관식 시험인가요》
- 1991년 《서울의 달빛》
- 1991년 《사의 찬미》
- 1991년 《언제나 막차를 타고 오는 사람》
- 1991년 《조금만 참아줘요》
- 1991년 《열 아홉의 절망 끝에 부르는 하나의 사랑 노래》 - 학부모들 역
- 1991년 《오늘같이 좋은 날》- 식당 주인 역
- 1991년 《은마는 오지 않는다》- 기준 모 역
- 1991년 《수잔 브링크의 아리랑》
- 1991년 《애마부인 5》
- 1991년 《산딸기 4》
- 1991년 《피와 불》- 시골 아낙 2 역
- 1991년 《불새의 춤》
- 1991년 《혼자도는 바람개비》- 아낙 역
- 1990년 《눈물의 웨딩드레스》- 영호 모 역
- 1990년 《단지 그대가 여자라는 이유만으로》
- 1990년 《늪속의 여촌장》
- 1990년 《별난 두 영웅》
- 1990년 《그들도 우리처럼》- 정씨 부인 역
- 1990년 《슈퍼맨 일지매》
- 1990년 《고금소총 2》
- 1990년 《이조 여인숙명사 청상계》- 돌쇠네 역
- 1990년 《누가 붉은 장미를 꺾었나》
- 1990년 《남자 시장》
- 1990년 《미친 사랑의 노래》- 노부부 역
- 1990년 《창부일색》- 노마님 역
- 1989년 《영구와 땡칠이 소림사 가다》
- 1989년 《오색의 전방》- 아낙 1 역
- 1989년 《껄떡쇠》
- 1989년 《우담바라》
- 1989년 《달아난 말》
- 1989년 《들병이》
- 1989년 《백치원앙》
- 1989년 《내친구 제제》- 여인 2 역
- 1989년 《서울 무지개》- 여의사 역
- 1989년 《아제 아제 바라아제》
- 1988년 《가루지기》
- 1988년 《맷돌》
- 1988년 《합궁》
- 1988년 《둥지 속의 철새》
- 1988년 《요화경》
- 1988년 《성야》
- 1988년 《떡》
- 1988년 《당신은 안개꽃》- 아낙 1 역
- 1988년 《아스팔트 위의 동키호테》
- 1988년 《늑대의 호기심이 비둘기를 훔쳤다》- 여인 역
- 1988년 《변강쇠 3》- 주모을 역
- 1988년 《고금소총》- 여인 갑 역
- 1987년 《아다다》- 복순네 역
- 1987년 《연산군》
- 1987년 《따귀 일곱대》
- 1987년 《동녀》
- 1987년 《사노》- 아낙 역
- 1987년 《산딸기 3》
- 1987년 《소금장수》
- 1987년 《딱 한번 만나요》
- 1987년 《다섯 사람들》
- 1987년 《두 여자의 집》- 유화의 집 가정부 역
- 1986년 《변강쇠》- 과부 1 역
- 1986년 《무진 흐린뒤 안개》
- 1986년 《뛰는 자 나는 자》
- 1986년 《허튼소리》
- 1986년 《어울렁 더울렁》
- 1986년 《물레방아》
- 1986년 《청 블루스케치》- 여인 역
- 1986년 《태》- 팥례 모 역
- 1986년 《수렁에서 건진 내 딸 2》
- 1986년 《방황하는 별들》- 생선 장사 역
- 1985년 《꿈을 줍는 아이》
- 1985년 《이브의 체험》
- 1985년 《물목》
- 1985년 《왜불러》
- 1985년 《오싱》
- 1985년 《잊을 수 없는 순간》
- 1985년 《귀소》
- 1985년 《여자의 대지에 비를 내려라》
- 1985년 《장사의 꿈》- 온천장 여인 역
- 1985년 《작년에 왔던 각설이》
- 1985년 《야망과 도전》
- 1984년 《산딸기 2》
- 1984년 《땡볕》- 제천댁 역
- 1984년 《여자는 비처럼 남자를 적신다》
- 1984년 《형》
- 1984년 《비천괴수》
- 1984년 《불타는 신록》
- 1984년 《수렁에서 건진 내 딸》
- 1984년 《초대받은 성웅들》
- 1984년 《무릎과 무릎 사이》
- 1984년 《각설이 품바 타령》
- 1984년 《바보스러운 여자》
- 1984년 《내가 마지막 본 흥남》
- 1983년 《과부 3대》
- 1983년 《마계의 딸》
- 1983년 《이 한몸 돌이 되어》
- 1983년 《장미와 도박사》
- 1983년 《불새의 늪》
- 1983년 《안개 마을》
- 1983년 《들개》
- 1982년 《애인》
- 1982년 《타인의 둥지》
- 1982년 《겨울 여자 2》
- 1982년 《삐에로와 국화》
- 1982년 《어둠의 딸들》
- 1982년 《버려진 청춘》
- 1982년 《날마다 허물벗는 꽃뱀》
- 1981년 《그대 앞에 다시 서리라》
- 1981년 《본전생각》
- 1981년 《슬픈 계절에 만나요》
- 1981년 《초대받은 사람들》
- 1981년 《고래섬 소동》
- 1980년 《복부인》
- 1980년 《소권》
- 1980년 《강변부인》
- 1980년 《물보라》
- 1980년 《하늘이 부를 때까지》
- 1980년 《괴초도사》
- 1980년 《머저리들의 긴 겨울》
- 1980년 《영원한 유산》
- 1980년 《어느 여대생의 고백》
- 1979년 《돌의 초상》
- 1979년 《타인의 방》
- 1979년 《불행한 여자의 행복》
- 1979년 《단짝》
- 1979년 《신궁》
- 1979년 《여수》
- 1978년 《꽃신》
- 1978년 《가깝고도 먼 길》
- 1978년 《안개속의 여인》
- 1978년 《사랑과 죽음의 기록》
- 1978년 《고가》
- 1977년 《옥례기》
- 1977년 《가위 바위 보》
- 1976년 《바다의 사자들》
- 1976년 《말해버릴까》
- 1976년 《사랑을 빌려 드립니다》
- 1976년 《내마음의 풍차》
- 1976년 《비정지대》
- 1976년 《딸 3형제》
- 1976년 《아내》
- 1975년 《빨간 구두》
- 1975년 《조약돌》
- 1975년 《숲과 늪》
- 1975년 《형사 배삼룡》
- 1975년 《내시의 아내》
- 1975년 《빛은 어디에》
- 1975년 《소》
- 1975년 《마지막 포옹》
- 1974년 《토지》
- 1974년 《광화사》
- 1974년 《아빠하고 나하고》
- 1974년 《망나니》
- 1974년 《여대생 가정부》
- 1974년 《빵간에 산다》
- 1974년 《유관순》
- 1974년 《사하린과 하늘과 땅》
- 1974년 《들국화는 피었는데》
- 1974년 《속 이별》
- 1974년 《호랑이 아줌마》
- 1973년 《하숙인생》
- 1973년 《어머니의 영광》
- 1973년 《종야》
- 1972년 《며느리》
- 1972년 《해 달 별 그리고 사랑》
- 1972년 《이별의 길》
- 1971년 《토요일 오후》
- 1971년 《현대인》
- 1971년 《공포의 황금부두》
- 1970년 《여자이기 때문에》
- 1970년 《팔도가시나이》
- 1970년 《두 여인의 집》
- 1969년 《유혹》
- 1969년 《새색시》
- 1969년 《월부 남비서》
- 1969년 《젊은 여인들》

## 수상
- 1993년 제13회 대종상 영화제 특별연기상